# Неми (комикс)
„Неми“ (на норвежки: Nemi) е норвежки комикс с автор Лисе Мюре.
За първи път е публикуван през 1997 г. в норвежкото издание на „The Far Side” със заглавие „Den svarte siden” („Тъмната страна“ или „Черната страница“). Първоначално комиксът е мрачен и изпълнен с критика към обществото, но с годините стилът се смекчава. Някои от основните теми, засегнати в него, са вижданията на почитателите на метъла и готиката, необходимостта обществото да приема различния избор, феминизма, борбата срещу лова и използването на животински кожи и др.

## Популярност
Комиксът се публикува в над 130 периодични издания в Норвегия, Швеция, Дания, Финландия, Франция, Великобритания, Ирландия и Шотландия. Издават се албуми с колекции от вече публикувани комикси в Швеция, Финландия и Норвегия, а и в Дания, Германия, Великобритания, САЩ, Италия, Испания и Словения. От 2009 г. има издаден албум и в България.

## Герои
- Неми Монтоя – жена на около 25 години, която може да се опише като социален критик, гот, феминист, свикнала да живее в големия град. Често е цинична, но и романтична, държи на правото на различен избор. Носи черно, непрекъснато пуши, не може да се задържи на една и съща работа и прекарва голяма част от времето си по баровете.
- Циан – приятелка на Неми с коса в характерния цвят. Често действа като „съвестта“ на Неми и като цяло като нейна противоположност.
- Тим – приятел на Циан. Свири в група и е безработен. Връзката им с Циан е доста проблемна и той я изоставя заради блондинка, след което присъствието му в комикса значително намалява.

Други герои в комикса са редица приятели, роднини и готи.

## Саундтрак
През 2001 г. „Неми“ получава и собствен музикален албум. Албумът „Nemi – The Soundtrack“ се издава от Nocturnal Art Productions. Той е сборен албум от готика и друга мрачна и тежка рок музика. В него са включени изпълнения на Mayhem, Fields of the Nephilim, Red Harvest, Zeromancer и Magicka.